# バンジャマン・ムカンジョ
バンジャマン・ムカンジョ・ビレ（Benjamin Moukandjo Bilé 、1988年11月12日 - ）は、カメルーン・ドゥアラ出身のプロサッカー選手。カメルーン代表。ポジションは、フォワード。
カタカナ表記としては英語発音のベンジャミン・ムカンジョとすることもある。

## クラブ経歴
1998年、10歳で地元クラブのカジ・スポーツアカデミーに入団。9年後、フランスに渡りスタッド・レンヌに加入。2008年9月、レンヌでの出場機会がリザーブのみだったためアンタント・サノワ・サン＝グラシアン にレンタル移籍。
2009年6月にレンヌに復帰したが、契約を解除し8月31日にニーム・オリンピックに加入。レギュラーを確保すると、2011年1月31日にASモナコに移籍。
モナコのリーグ・ドゥ降格後、5月にリヴァプールFC移籍が報じられたが、最終的にASナンシーに移籍した。
2014年7月18日、スタッド・ランスに2年契約で加入。
2015年8月5日、FCロリアンに移籍。
2017年7月13日、江蘇蘇寧足球倶楽部に2年契約で移籍。2018年2月28日、北京人和足球倶楽部に12月31日までの期限でレンタル移籍。
2019年9月11日、RCランスに加入。
2020年1月23日、ヴァランシエンヌFCに移籍。
2021年1月28日、AEL 1964に移籍。

## 代表経歴
2011年6月4日のアフリカネイションズカップ2012予選・サッカーセネガル代表戦でカメルーン代表デビュー。2012年6月16日のサッカーギニアビサウ代表戦で初ゴール。
2014 FIFAワールドカップではグループリーグ全3試合に出場するも、2戦目のサッカークロアチア代表戦ではチームメイトのブノワ・アスー＝エコトに頭突きされるなどチームがまとまらず最下位で敗退した。
アフリカネイションズカップ2015はグループステージのサッカーギニア代表戦で先制ゴールを挙げた。
アフリカネイションズカップ2017ではサッカーエジプト代表との決勝戦でニコラ・ヌクルの同点ゴールをアシストし5回目の優勝に大きく貢献、自身もマンオブザマッチに選ばれた。また同大会のベスト18にも選ばれた。

## 代表歴

### 出場大会
- カメルーン代表
  - 2014 FIFAワールドカップ

### 試合数
- 国際Aマッチ 58試合 8得点（2011年-2018年）[21]

| カメルーン代表 | 国際Aマッチ | 国際Aマッチ |
| 年             | 出場        | 得点        |
| -------------- | ----------- | ----------- |
| 2011           | 4           | 0           |
| 2012           | 5           | 1           |
| 2013           | 4           | 1           |
| 2014           | 12          | 0           |
| 2015           | 11          | 2           |
| 2016           | 4           | 2           |
| 2017           | 17          | 2           |
| 2018           | 1           | 0           |
| 通算           | 58          | 8           |

### 得点
2017年1月14日現在
| # | 日時           | 場所           | 相手           | スコア | 結果 | 大会                               |
| - | -------------- | -------------- | -------------- | ------ | ---- | ---------------------------------- |
| 1 | 2012年6月16日  | ヤウンデ       | ギニアビサウ   | 1–0    | 1–0  | アフリカネイションズカップ2013予選 |
| 2 | 2013年11月17日 | ヤウンデ       | チュニジア     | 2–0    | 4–1  | 2014 FIFAワールドカップ予選        |
| 3 | 2015年1月24日  | マラボ         | ギニア         | 1–0    | 1–1  | アフリカネイションズカップ2015     |
| 4 | 2015年3月30日  | バンコク       | タイ           | 1–2    | 3–2  | 親善試合                           |
| 5 | 2016年9月3日   | リンベ         | ガンビア       | 1–0    | 2–0  | アフリカネイションズカップ2017予選 |
| 6 | 2016年10月6日  | ブリダ         | アルジェリア   | 1–1    | 1–1  | 2018 FIFAワールドカップ予選        |
| 7 | 2017年1月10日  | ヤウンデ       | ジンバブエ     | 1–1    | 1–1  | 親善試合                           |
| 8 | 2017年1月14日  | リーブルヴィル | ブルキナファソ | 1–0    | 1–1  | アフリカネイションズカップ2017     |

## タイトル

### カメルーン代表
- アフリカネイションズカップ: 2017

### 個人
- アフリカネイションズカップ2017ベスト18